# Чарівна флейта (мультфільм)
«Чарівна флейта» — радянський мальований мультиплікаційний фільм студії «Союзмультфільм» 1937 року.

## Сюжет
У лісовій музичній школі навчаються двоє друзів, відмінника навчання, Мишко і Мартиша, бешкетник і ледар Левенок, а також інші звірята. Професор музики Марабу показує учням чарівну флейту та розповідає, що грати на ній зможе лише справжній музикант, а для цього треба вчитися. Левеня під час уроку постійно намагається відвернути Михайла від музики, але той продовжує старанно займатися. На перерві, через стінгазету, в якій Левонка назвали ледарем, той починає бійку з Мишком і ламає його духовий інструмент. Потім Левенок краде чарівну флейту і підкладає її в Мишину парту, ганяється за Мартишом (яка стала свідком його витівки) і, спіймавши, замикає її в піаніно. На наступному уроці професор виявляє пропажу чарівної флейти, і Левеня відразу вказує пальцем на Мишка, але Мартиша виривається з піаніно і розповідає правду. Мишкові вдається почати грати на чарівній флейті, і професор заслужено залишає її Мишкові. Осоромленого Левеняти з ганьбою проганяють.

## Знімальна група
| Автори сценарію           | Еммануїл Двінський Олександр Іванов , Ю. Коновалов                                       |
| Режисер-постановник       | Олександр Іванов                                                                         |
| Оператор                  | Д. Каретний                                                                              |
| Зйомка                    | П. Лебедєва                                                                              |
| Композитор                | Олександр Варламов                                                                       |
| Звукооператор             | З. Ренський                                                                              |
| Помічник режисера         | Геннадій Філіппов                                                                        |
| Автор тексту пісні        | Павло Герман                                                                             |
| Художники-мультиплікатори | Фаїна Єпіфанова , Маргарита Зотова , В. Купер, Б. Пєтін, Надія Привалова , Лідія Резцова |

## Технічні дані
| Тип                   | графічний, мальований                       |
| Кольоровість          | чорно-білий                                 |
| Вікова категорія      | 0+                                          |
| Кількість частин      | 1 частина                                   |
| Довжина плівки        | 287 метрів                                  |
| Тривалість            | 10 хвилин                                   |
| Кіностудія            | Союзмультфільм                              |
| Дата виходу на екрани | 1937                                        |
| Дозвільне посвідчення | ВЕ 16. III 1938 214023306 від 24.05.2006 р. |
| Особливі відмітки     | Фільм перейшов у суспільне надбання         |

## Опис, відгуки та критика
4 квітня 1937 року в газеті «Вечірня Москва» був опублікований кадр з мультфільму «Чарівна флейта», при цьому художниками були вказані Г. Філіппов і Б. Дежкін, а композитором — М. Блантер. 11 квітня 1937 року в газеті «Вечірня Москва» було опубліковано повідомлення про те, що на студії «Союзмультфільм» йдуть зйомки мультфільму «Чарівна флейта», було розказано про те, що ця кіноказка присвячена шкільній дружбі талановитих музикантів, які добиваються перемоги, попри проблеми. Як художники й композитори також були вказані Філіппов, Дежкін і Блантер.
На думку Ал. Алевіча, сюжет фільму «Чарівна флейта» режисера Іванова примітивний, образи нудні та одноманітні.
На думку Херсонського Х. Н., художник А. Іванов, який намітив було індивідуальну цікаву тематику і манеру малюнка в чудовому популярному «Квартеті», раптом несподівано зняв малозрозумілу картину «Чарівна флейта» зі знеособленими цукерковими малюнками, кокетливими кривляннями та обмеженістю думки, що ніби зійшли зі сторінок
На думку О. Каменогорського, персонажі «Чарівної флейти» Іванова умовні, неспіввідносні з реальним побутовим матеріалом, їх графічні характеристики цитатні та умовні. Разом з тим, фільм має принципові переваги, що демонструються в ньому вкрай нескладні події, близькі дитячій уяві, співвідносні їх досвіду, але не зведені при цьому до дешевої моралістики. Пустотливе самовпевнене левеня осоромлене, а старанне добродушне ведмежа заволодіває симпатіями глядачів.
На думку Карпова О. та Кравченка Ф., наочно видно падіння художньої якості мультфільму А. Іванова «Чарівна флейта» в порівнянні з його ж мультфільмом «Квартет», який є справжньою мультиплікацією.
На думку Познер Ст, кроленята і мишки з «Чарівної флейти» Іванова надто нагадують персонажів «Діснея».